# Sachiko Masumi
Sachiko Masumi (jap. 桝見 咲智子, Masumi Sachiko; * 20. Dezember 1984 in der Präfektur Kagawa) ist eine ehemalige japanische Leichtathletin, die sich auf den Weitsprung spezialisiert hat. Ihren größten Erfolg feierte sie mit dem Gewinn der Goldmedaille bei den Asienmeisterschaften 2013.

## Sportliche Laufbahn
Erste internationale Erfahrungen sammelte Sachiko Masumi im Jahr 2005, als sie bei der Sommer-Universiade in Izmir mit einer Weite von 6,00 m in der Qualifikationsrunde ausschied. 2007 belegte sie bei den Asienmeisterschaften in Amman mit 6,34 m den vierten Platz und 2009 startete sie bei den Weltmeisterschaften in Berlin, verpasste dort aber mit 6,23 m den Finaleinzug. Anschließend gewann sie bei den Asienmeisterschaften in Guangzhou mit einem Sprung auf 6,28 m die Bronzemedaille hinter der Philippinerin Marestella Sunang und Chen Yaling aus der Volksrepublik China. Im Jahr darauf nahm sie an den Asienspielen ebendort teil und gelangte dort mit 6,11 m auf den achten Platz, ehe sie 2013 mit 6,55 m den Titel bei den Asienmeisterschaften in Pune gewann. 2017 belegte sie bei den Asienmeisterschaften in Bhubaneswar mit 6,11 m den siebten Platz im Weitsprung und wurde mit 12,59 m Achte im Dreisprung. Im Oktober 2019 bestritt sie in Yamaguchi ihren letzten offiziellen Wettkampf und beendete daraufhin ihre aktive sportliche Karriere im Alter von 34 Jahren.
In den Jahren 2008 und 2009 wurde Masumi japanische Meisterin im Weitsprung. Sie absolvierte ein Studium der Sportwissenschaften an der Universität Fukuoka.

## Persönliche Bestleistungen
- Weitsprung: 6,65 m (+1,4 m/s), 28. Juni 2009 in Hiroshima
- Dreisprung: 13,34 m (+0,6 m/s), 23. September 2012 in Fukuoka